# Sag' die Wahrheit
Sag’ die Wahrheit è un film del 1946 diretto da Helmut Weiss. Pur basato su un copione scritto agli inizi del 1945, quindi ancora pienamente sotto il regime nazista, esso fu interrotto il 26 aprile 1945 quando le truppe dell'Armata Rossa fecero irruzione negli studi di Tempelhof, esso fu tuttavia ripreso subito dopo la fine del conflitto più o meno con la stessa storia, ma con un cast piuttosto diverso.

## Trama
L'architetto Peter Hellmer e la moglie Vera, ormai separati da tempo, stanno per divorziare, e la loro storia è ormai finita anche perché entrambi innamorati di un'altra persona, Peter della bella Maria e Vera del direttore di banca Viktor. Tutto sembra andare secondo quanto previsto quando Maria combina un errore madornale: scommette con il suo nuovo fidanzato che costui non riuscirà ad essere sincero per 24 ore di seguito. Inizialmente Peter nutre la convinzione che dire sempre la verità sia un gioco da ragazzi ma presto deve ricredersi: presto le stesse persone che conosce da sempre arriveranno ad insultarlo o a costringerlo a carpire alcuni dei suoi più importanti segreti professionali. L'obbligo di Peter di essere sempre sincero comporta anche un grosso problema per la sua causa di divorzio, egli infatti si troverà a dover ammettere di aver trascorso la notte precedente al giorno dell'udienza con la sua ex moglie Vera; fatto che il giudice interpreta come un atto di riconciliazione.

## Produzione
Il film fu prodotto dalla E. Hasselbach für Studio 45 Film GmbH, ed è stata una delle prime pellicole girate alla fine della seconda guerra mondiale con il permesso delle forze alleate occidentali.